# Gaby Amarantos
Gaby Amarantos, nom de scène de Gabriela Amaral dos Santos (née le 1er août 1978 à Belém, Pará) est une chanteuse brésilienne et une danseuse de tecno-brega.
Dans l'article 6 idoles non-américaines publié dans le magazine W, elle est décrite comme la Beyoncé du Brésil.

## Biographie
Gaby Amarantos est née dans le quartier de Jurunas, banlieue de Belém, État du Pará, un État du nord du Brésil. Elle a commencé à chanter à l'âge de 15 ans, dans la paroisse de Sainte Thérèse de Lisieux. Issue d'une famille de danseurs de samba, cours de son adolescence, elle a également entendu durant son adolescence des chanteurs de musique populaire brésilienne, de Brega, de Flashbrega (style Brega  des années 1970 dans la région de Pará) et de jazz (surtout Ella Fitzgerald et Billie Holiday).
Depuis 2000, elle commence à être reconnu comme l'une des stars émergentes de tecno-brega, voir la star de ce nouveau genre musical brésilien. À partir de 2002, à la tête de la Banda Tecno Show, Amarantos a enregistré deux CD et un DVD. Elle a participé en mai 2012 à la Shine Party de Daniel Peixoto.

## Galerie de photos

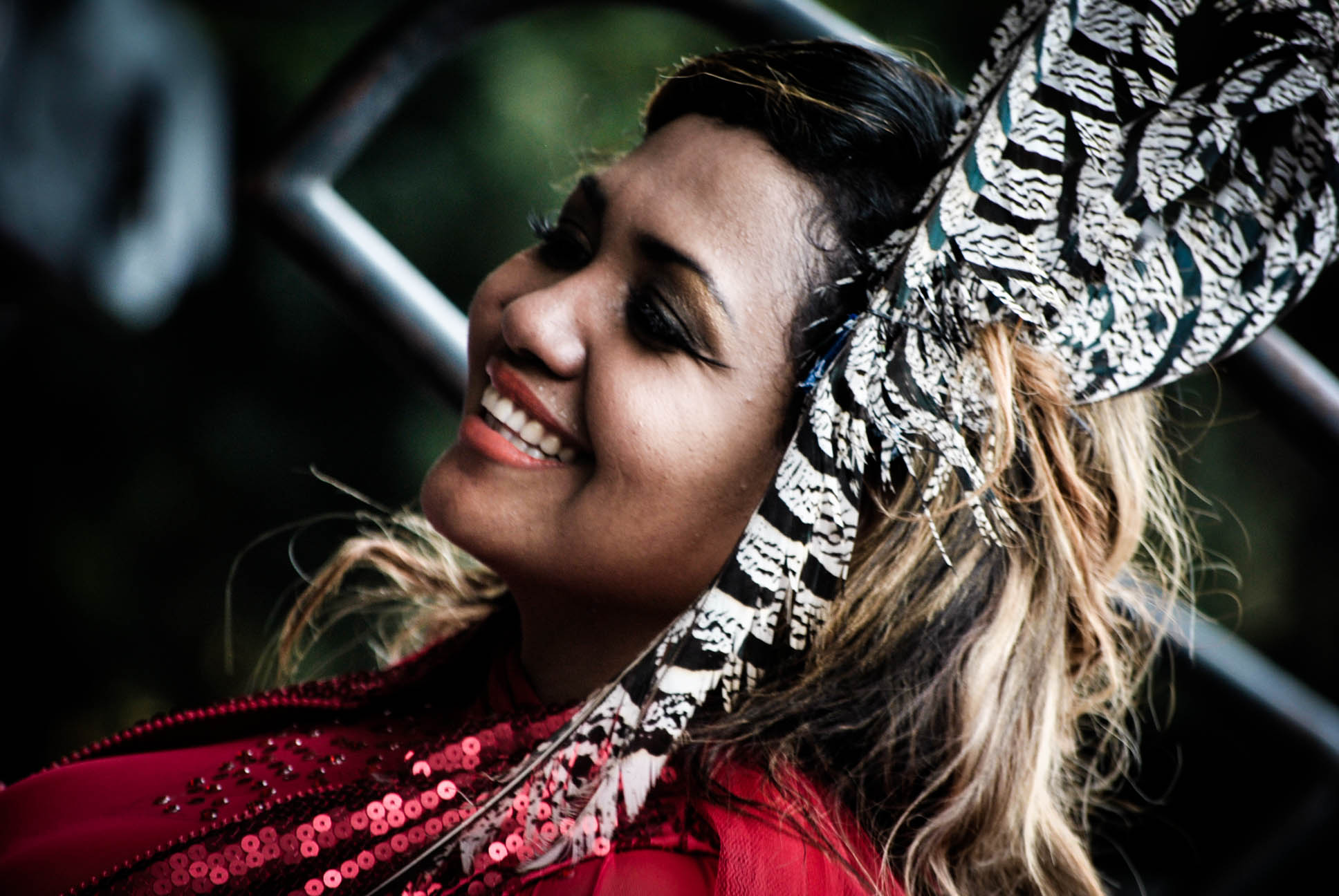
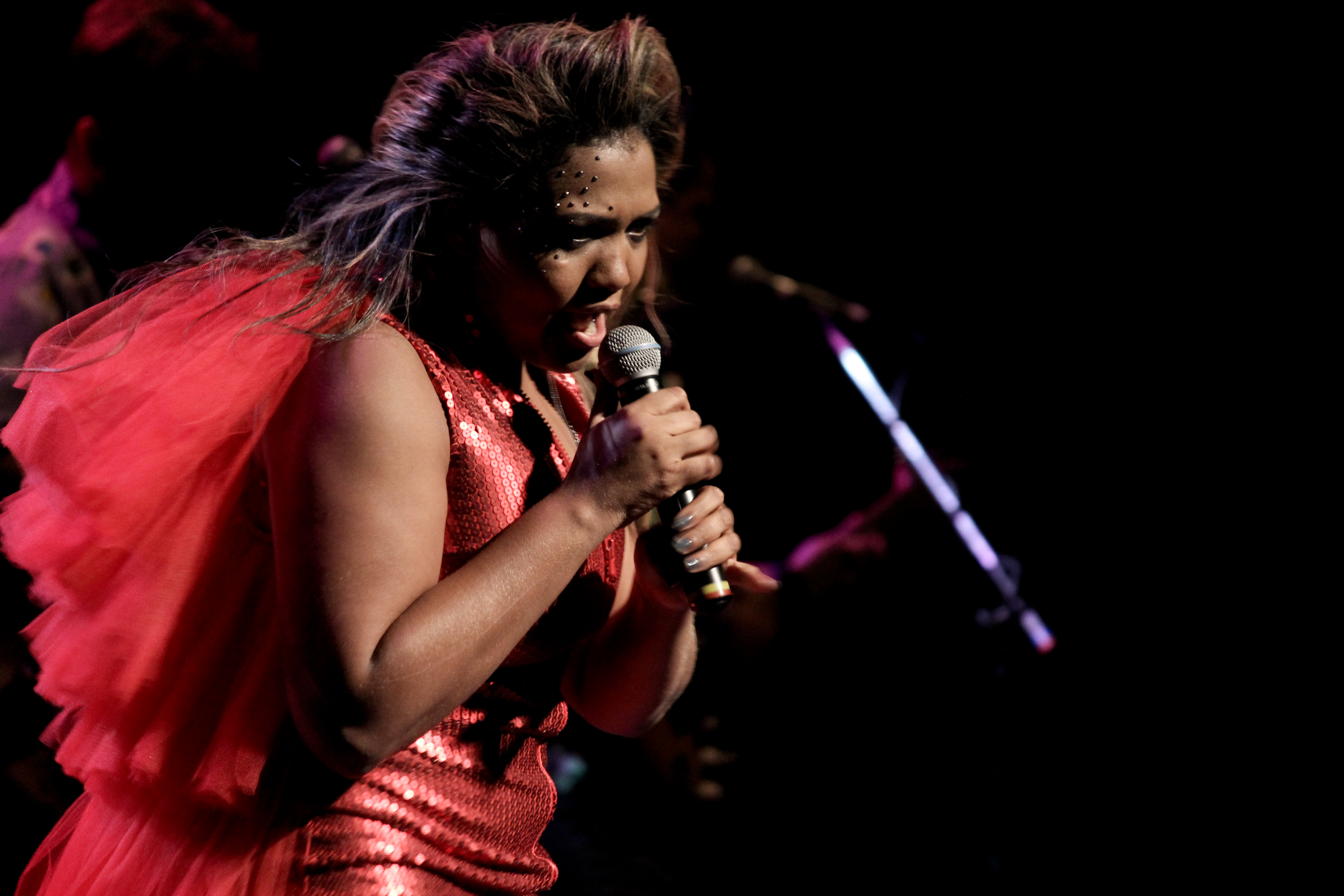
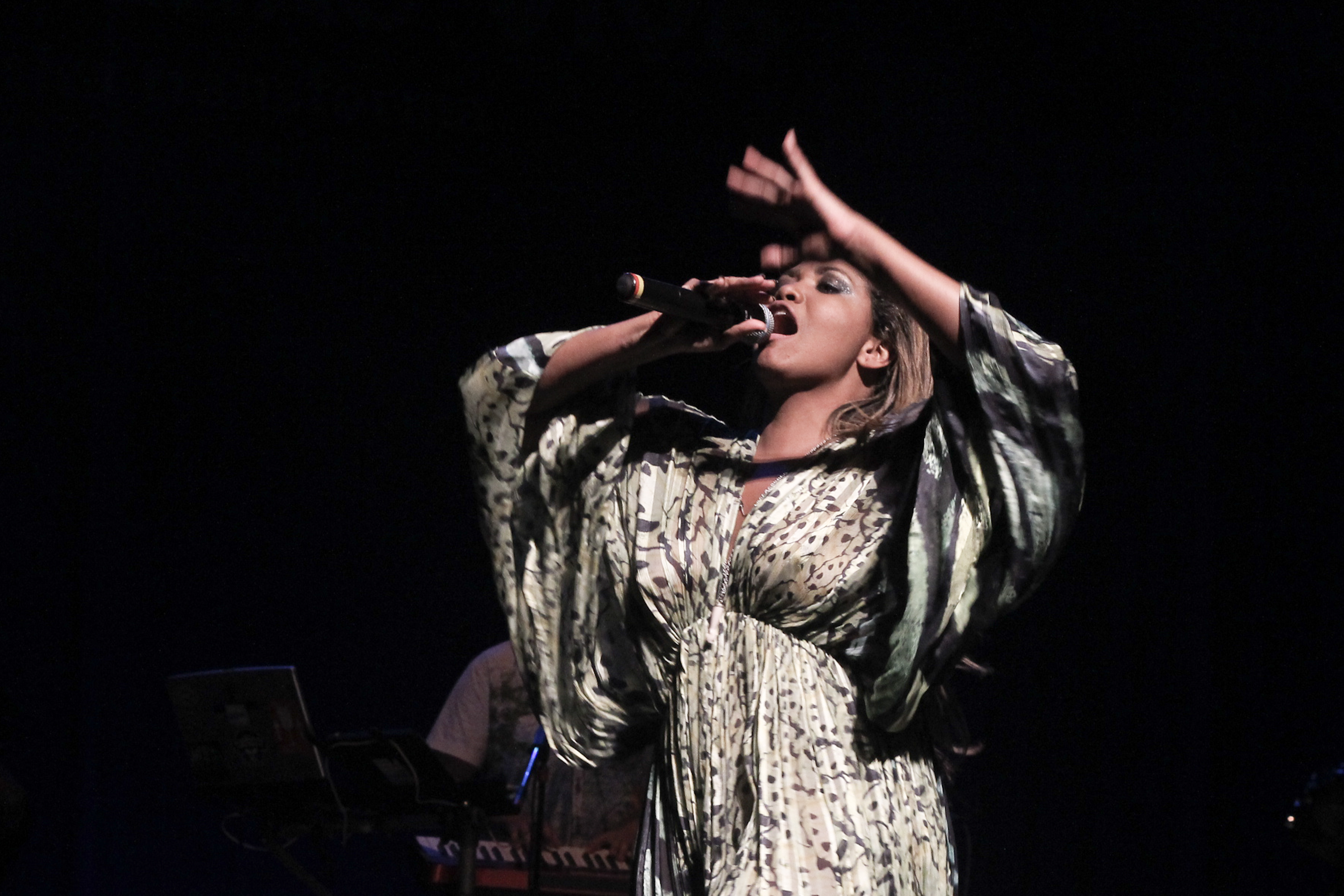
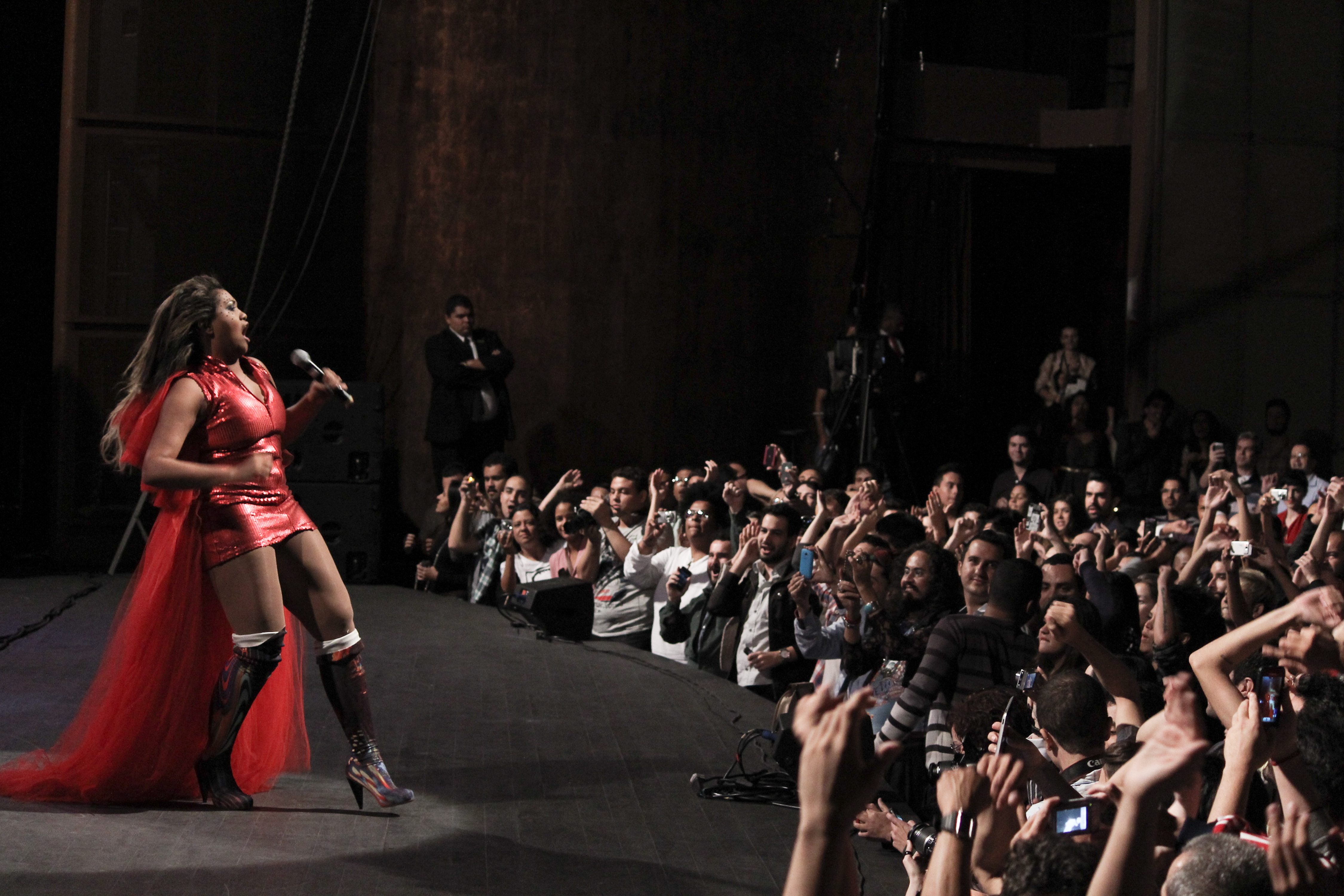

## Discographie
| Titre | Année | Label     | Media |
| ----- | ----- | --------- | ----- |
| Treme | 2012  | Som Livre | CD    |

| Single      | Année | Label     | Media            |
| ----------- | ----- | --------- | ---------------- |
| Xirley      | 2011  | Som Livre | Digital Download |
| Ex Mai Love | 2012  | Som Livre | Digital Download |

## Awards et nominations
| Année | Award                       | Catégorie                 | Bénéficiaires et finalistes | Résultat   |
| ----- | --------------------------- | ------------------------- | --------------------------- | ---------- |
| 2012  | Melhores do Ano             | Révélation musicale       | Gaby Amarantos              | Nomination |
| 2012  | Prêmio Multishow            | New Hit                   | Ex Mai Love                 | Lauréat    |
| 2012  | 2012 MTV Video Music Brazil | Meilleur album            | Treme                       | Lauréat    |
| 2012  | 2012 MTV Video Music Brazil | Clip de l'année           | Xirley                      | Nomination |
| 2012  | 2012 MTV Video Music Brazil | Meilleure artiste féminin | Gaby Amarantos              | Lauréat    |
| 2012  | 2012 MTV Video Music Brazil | Artiste de l'année        | Gaby Amarantos              | Lauréat    |